# Isla Ayon
La isla Ayón (en ruso: Остров Айон; en ruso transliterado: Óstrov Ayón) es una isla habitada del ártico ruso, localizada en aguas del mar de Siberia Oriental. 
Administrativamente, la isla pertenece al Distrito autónomo de Chukotka de la Federación de Rusia.

## Geografía
Se encuentra en el lado oeste de la bahía Cháunskaya, directamente frente a la península Nutel'gyrgym, y en el extremo oriental del golfo del Kolymá. La isla tiene 63 km de largo y 38 km de ancho. Por lo general, es baja y plana y en ella hay muchos lagos pequeños y pantanos. 
La isla Ayón está separada del continente por el estrecho de Maly Cháunski, un canal de apenas 2 km de ancho en su punto más estrecho.
En la isla hubo dos pequeños asentamientos, ahora abandonados, El'vuney y Ayón, en su extremo noroeste. La isla fue nombrada por una tribu familiar que más tarde emigró a América. Desde 1941, hay una estación polar en la isla.

## Isla adyacentes
- isla Ryyanranot (Óstrov Ryyanranot), una pequeña isla situada frente a la costa norte de Ayón, de 8 km de largo y 1,5 km de ancho. Está separada de ella por un estrecho de 1,2 km. (70°00′N 168°36′E / 70.000, 168.600).

- Isla Chengkuul (Óstrov Chengkuul), una pequeña isla situada frente a la costa nororiental de Ayón, separada de ella por un estrecho de 5 km de ancho. Tiene 10,5 km de largo y 1,7 km en su punto más ancho. Su extremo occidental es también conocido como Yanrachenkool. (69°57′N 169°14′E / 69.950, 169.233).
- Isla Mosey (Óstrov Mosey), una pequeña isla situada entre la costa sur de Ayón y el continente, de 3 km de longitud. (69°40′N 169°14′E / 69.667, 169.233).